# Xanthoparmelia aurifera
Xanthoparmelia aurifera är en lavart som beskrevs av Elix & J. Johnst. Xanthoparmelia aurifera ingår i släktet Xanthoparmelia och familjen Parmeliaceae.   Inga underarter finns listade i Catalogue of Life.